# Žametni podvihanec
Žametni podvihanec (znanstveno ime Tapinella atrotomentosa) je gliva iz rodu podvihancev (Tapinella).

## Značilnosti
Klobuk ima v premeru od 4 do 20 cm v nekaterih primerih lahko doseže celo do 40 cm. Je mesnat, suh in rahlo žametast, svetlo do temno rjave barve. Najprej je izbočen, kasneje se razširi. Je nepravilne in spremenljive oblike. Rob je dolgo zavihan in valovit.
Bet je visok od 4 do 6 cm in širok od 3 do 4 cm. Je značilno temno rjavo žameten, debel, trebušast in na klobuk ni pritrjen centralno.
Lističi so rumeni, kasneje postanejo oker, na otip porjavijo, pogosto so viličasti in spuščajo po betu navzdol, zlahka se ločijo od klobuka.
Meso je kremaste barve in na prerezu postane rjavkasto; ima kiselkast vonj in grenak okus. V stiku z železovim sulfatom v hipu postane zelenkasto

## Razširjenost in življenjski prostor
Raste poleti in jeseni kot gniloživka na večjih ostankih lesa iglastih dreves.

## Mikroskopske značilnosti
Trosni prah je rumeno olivno rjav. Tosi so valjasti do široko eliptični, prosojni in merijo: 4,5–7 x 3,5–4,5 μm.

## Podobne vrste
- Navadna podvihanka (Paxillus involutus) ima lističe, ki na pritisk močno potemnijo in nima žametastega beta.

## Uporabnost
Neužitna. Nekoč je veljala za pogojno užitno, čeprav ni preveč okusna in v primeru, da ni dovolj kuhana povzroči težave, ker vsebuje toksine, ki lahko povzročijo prebavne motnje.

## Taksonomija
Žametni podvihanec in školjkasti podvihanec (Tapinella atrotomentosa) sta nekoč spadala v rod podvihank (Paxillus). V rod podvihancev sta bila ločena zaradi rasti na odmrlem lesu, ekscentričnega beta in mikroskopskih razlik, vključno z veliko manjšo velikostjo trosov, pomanjkanja cistidij in različnih bazidijev. Raziskave molekularne filogenije so potrdile, da sta rodova podvihank in podvihancev genetsko različna, čeprav sta daljna sorodnika.

## Galerija slik
- Ilustracija
- Klobuk
- Bet in lističi